# Exprimidor

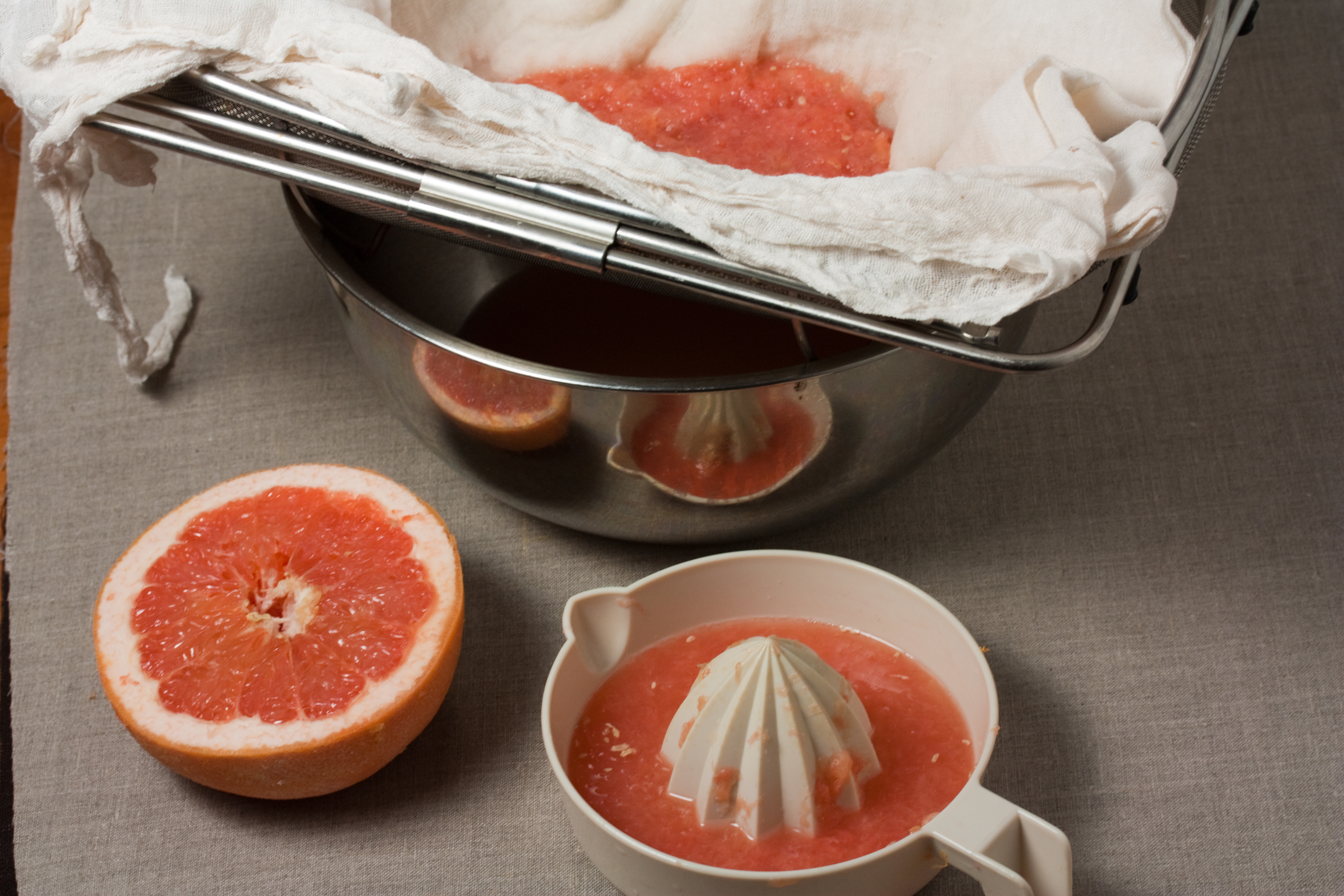
Exprimidor plástico manual

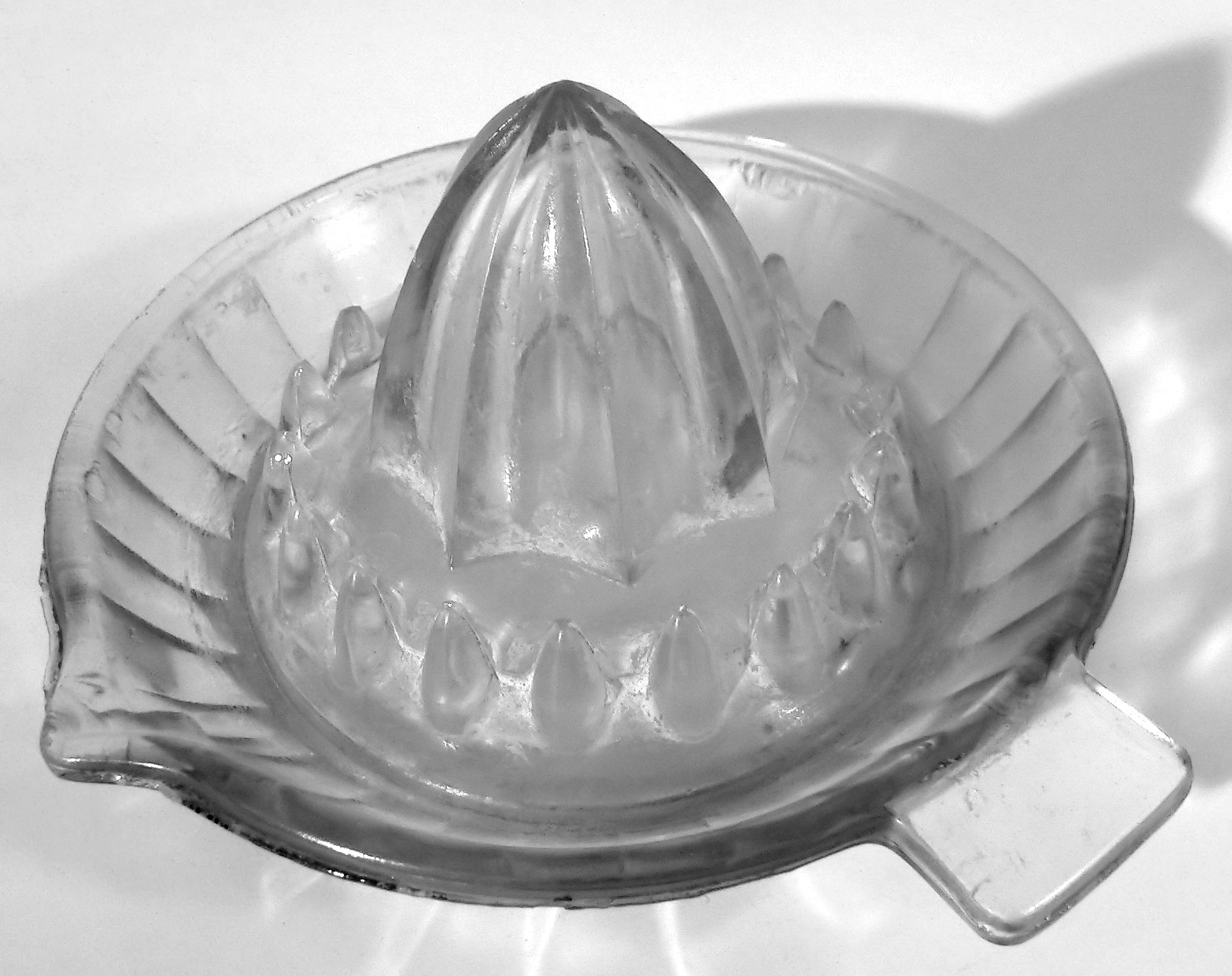
Exprimidor clásico de cristal

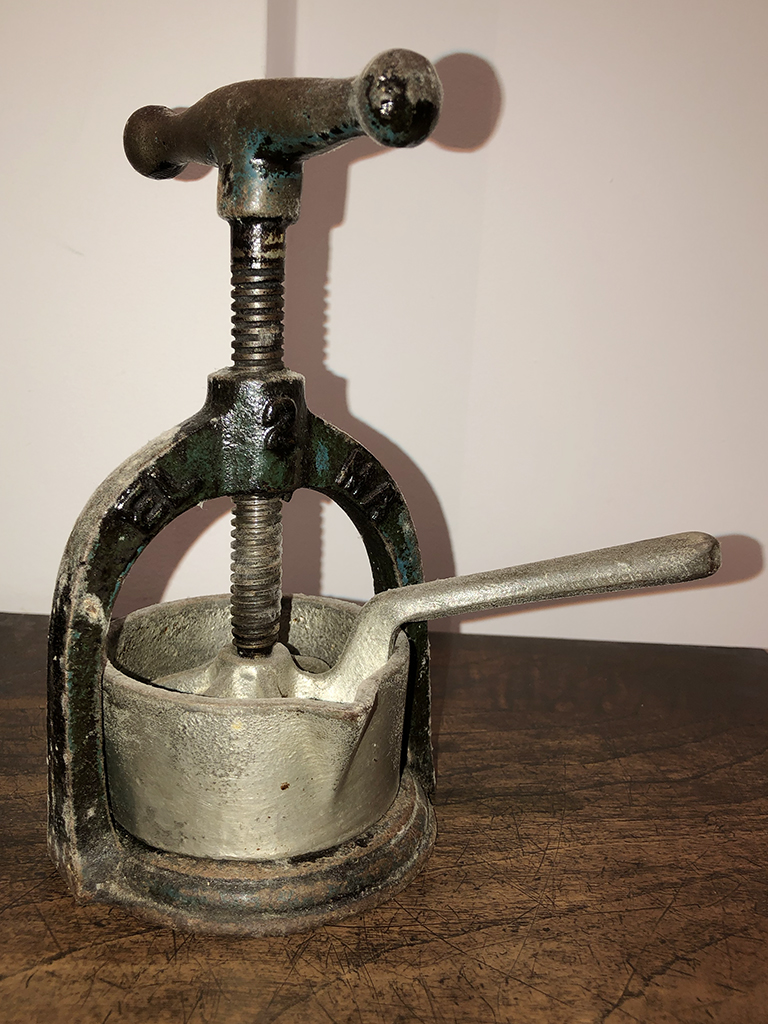
Exprimidor prensa de carne, para obtener su jugo.

Un exprimidor o juguera es un utensilio de cocina que sirve para extraer el jugo de los cítricos (jugo de naranja, jugo de limón, pomelos) y de la carne. El diseño permite separar y triturar la pulpa de las frutas de forma manual y sencilla de operar. Suele encontrarse este aparato construido de diferentes materiales: plástico, cristal, metal y otros.

## Principio
El principio sobre el que se fundamenta el exprimidor es muy sencillo: la presión sobre la superficie de la fruta (cáscara) junto con un movimiento giratorio, saca la pulpa. Este principio tiene en física un nombre: es el principio de Pascal, conocido en la mecánica de fluidos.[cita requerida]

## Variantes
Las variantes de este aparato son dos:
- Exprimidor manual de frutas o de carne
- Exprimidor eléctrico. Denominado a veces máquina de exprimir.[cita requerida]

## Exprimidores manuales
Este tipo de herramienta suele tener diferentes aspectos, una de las más conocidas en las cocinas de todo el mundo tiene una forma ovalada (similar a un huevo) con rugosidades u ondulaciones sobre la que se suele poner una fruta cortada por la mitad, y sobre la que se presiona para extraer la pulpa. Esta forma oval se encuentra fija a una especie de plato, encargado de recoger la pulpa sobrante. Algunos de estos modelos suelen ofrecer variantes con recogedor de pepitas.[cita requerida]

## Exprimidores eléctricos
Los exprimidores eléctricos, a diferencia de los manuales, funcionan con electricidad tal y como su nombre lo indica. Poseen un potente motor, el cual se encarga de triturar las frutas de manera fácil y eficaz, sin que el usuario tenga que realizar ningún esfuerzo. Este tipo de exprimidor es uno de los más utilizados en los hogares.

### Exprimidor de limones
En la región del sur de Nuevo León (México), se le conoce como salindor. Otra forma más exclusiva de exprimidor se puede encontrar en una variante para exprimir limones y que tiene forma de tijeras con paletas agujereadas en sus extremos. Este exprimidor tiene los mismos principios que los demás, difiere solo en la forma elegante de su empleo. Este instrumento suele ser más empleado en la mesa de comer por los comensales, que en la cocina por el cocinero. Por esta razón, suelen encontrarse algunos de ellos elaborados de metales y con diseño. Este tipo de exprimidor suele emplearse también para presionar las bolsitas de té.[cita requerida]

## Máquina de exprimir

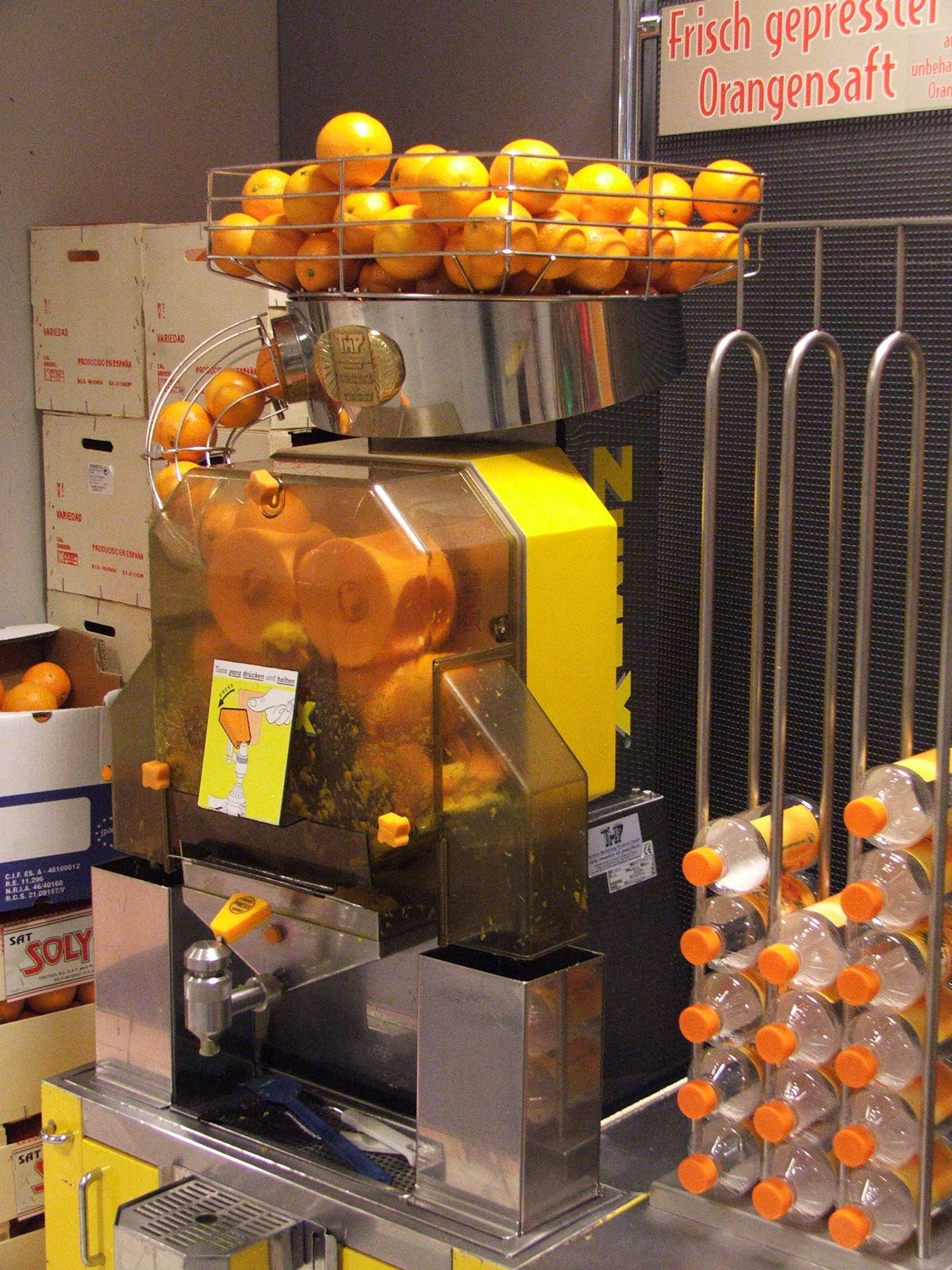
Máquina automática de exprimir naranjas.

Existen muchas variantes de esta máquina y están evolucionando en muchos bares y hoteles para producir zumo fresco de fruta de forma rápida y automática, porque el consumo de zumo de cítricos está aumentando cada día más. Las máquinas automáticas disponen de una canaladura donde se colocan las naranjas que van avanzando progresivamente a medida que se va necesitando un zumo pedido por algún cliente.

## Historia
El primer exprimidor del que hay noticia es una pieza de cerámica turca del siglo XVIII encontrada en Kütahya durante unas excavaciones arqueológicas.Su uso se populariza en el siglo XIX hasta el punto que en las últimas décadas se registraron en Estados Unidos más de doscientas patentes, consideradas mejoras. La primera, un exprimidor de hierro con fecha del 3 de julio de 1860, parece ser obra del ingeniero mecánico Lewis P. Chichester.
También se atribuye la creación del exprimidor o juguera a B. Leonid Moon que en 1896 registró patente del mismo. Sucede por dificultades en la guerra (a lo que Leonid vio una oportunidad) creó el exprimidor de metal que se utilizaba insertándolo en la respectiva fruta Cortada por la mitad y sacar la pulpa del mismo.